# Margny-sur-Matz
Margny-sur-Matz – miejscowość i gmina we Francji, w regionie Hauts-de-France, w departamencie Oise.
Według danych na rok 1990 gminę zamieszkiwało 346 osób, a gęstość zaludnienia wynosiła 48 osób/km² (wśród 2293 gmin Pikardii Margny-sur-Matz plasuje się na 654. miejscu pod względem liczby ludności, natomiast pod względem powierzchni na miejscu 673.).